# Villanueva de la Vera
Villanueva de la Vera – gmina w Hiszpanii, w prowincji Cáceres, w Estramadurze, o powierzchni 129,66 km². W 2011 roku gmina liczyła 2147 mieszkańców.